# Denîhivka, Tetiiv
Denîhivka (în ucraineană Денихівка) este o comună în raionul Tetiiv, regiunea Kiev, Ucraina, formată numai din satul de reședință.

## Demografie
Componența lingvistică a comunei Denîhivka
     Ucraineană (98,22%)
     Rusă (1,54%)
     Alte limbi (0,2%)
Conform recensământului din 2001, majoritatea populației comunei Denîhivka era vorbitoare de ucraineană (98,22%), existând în minoritate și vorbitori de rusă (1,54%).